# Vuelta al País Vasco 1995
La XXXV Vuelta al País Vasco, disputada entre el 3 y el 7 de abril de 1995, estaba dividida en 5 etapas para un total de 799 km. El suizo Alex Zülle se impuso en la clasificación general. 

## Etapas
| Etapa              | Fecha    | Recorrido                     | km  | Vencedor de la Etapa    | Líder de la general |
| ------------------ | -------- | ----------------------------- | --- | ----------------------- | ------------------- |
| 1ª etapa           | 03/04/95 | Cegama - Cegama               | 128 | Rolf Sörensen           | Rolf Sörensen       |
| 2ª etapa           | 04/04/95 | Cegama - Vitoria              | 194 | Gilbert Duclos-Lassalle | Rolf Sörensen       |
| 3ª etapa           | 05/04/95 | Vitoria > La Arboleda         | 182 | Alex Zülle              | Nicola Miceli       |
| 4ª etapa           | 06/04/95 | Valle de Trápaga > Lecumberri | 188 | Tony Rominger           | Alex Zülle          |
| 5ª etapa (1º Sec.) | 7/04/95  | Lecumberri > Lezo             | 100 | Asiate Saitov           | Alex Zülle          |
| 5ª etapa (2º Sec.) | 7/04/95  | Lezo > Jaizquíbel (CRI)       | 7   | Alex Zülle              | Alex Zülle          |

## Clasificación general
| Posición | Ciclista                | Equipo        | Tiempo      |
| -------- | ----------------------- | ------------- | ----------- |
|          | Alex Zülle              | ONCE          | 19h 54' 28" |
| 2        | Laurent Jalabert        | ONCE          | + 1'16"     |
| 3        | Tony Rominger           | Mapei-Clas    | + 2'25"     |
| 4        | Evgueni Berzin          | Gewiss-Ballan | + 2'30"     |
| 5        | Davide Rebellin         | Gewiss-Ballan | + 2'36"     |
| 6        | Fernando Escartín       | Kelme         | + 2'40"     |
| 7        | Mauro Gianetti          | Team Polti    | + 3'03"     |
| 8        | Francesco Frattini      | Gewiss-Ballan | + 3'07"     |
| 9        | Alfredo Irusta Sampedro | Castellblanch | + 3'11"     |
| 10       | José María Jiménez      | Banesto       | + 3'18"     |